# 1-Naphtylamine
Pour les articles homonymes, voir Naphtylamine.

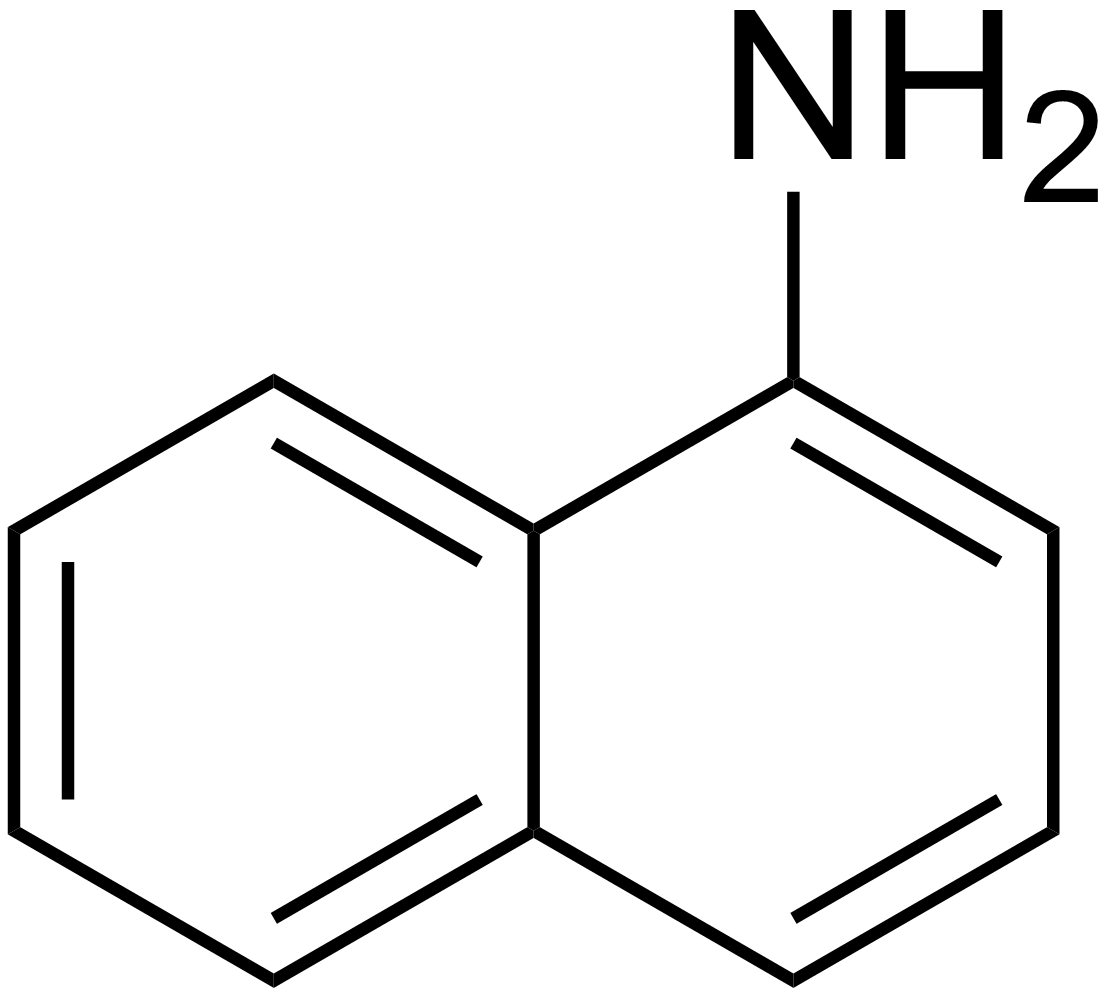
Formule topologique de la 1-naphtylamine.

La 1-naphtylamine est une amine aromatique dérivée du naphtalène. Elle peut provoquer un cancer de la vessie (un carcinome à cellules transitionnelles qui sont des cellules qui peuvent changer de forme en fonction de la pression exercée sur elles). Elle cristallise sous forme d'aiguilles incolores qui fondent à 50 °C. Elle possède une odeur désagréable, se sublime facilement et brunit à l'air. C'est le précurseur d'une variété de colorants.

## Préparation et réactions
Elle peut être préparée en réduisant le 1-nitronaphtalène avec du fer et de l'acide chlorhydrique, suivi d'une distillation à la vapeur.
Les agents oxydants, tels que le chlorure ferrique, donnent un précipité bleu dans des solutions de sels de la 1-naohtylamine. L'acide chromique la transforme en 1-naphtoquinone. Le sodium, dans l'alcool amylique bouillant, réduit le cycle non substitué, donnant la tétrahydro-1-naphtylamine. Ce composé tétrahydro donne l'acide adipique lorsqu'il est oxydé par le permanganate de potassium.
Il se transforme en 1-naphtol à une température de 200 °C dans l'acide sulfurique.

## Utilisation dans les teintures
Les dérivés d'acide sulfonique de la 1-naphtylamine sont utilisés pour la préparation de colorant azoïque. Ces composés possèdent une propriété importante, celle de teindre le coton non mordancé.
Un dérivé de l'acide sulfonique de la 1-naphtylamine assez important, est l'acide naphtionique (acide 1-aminonaphtalène-4-sulfonique). Il est produit en chauffant la 1-naphtylamine et l'acide sulfurique entre 170 °C et 180 °C, en présence d'acide oxalique cristallisé. Il forme de petites aiguilles, très peu solubles dans l'eau. Après traitement avec le dérivé bis(diazonium) de la benzidine, l'acide 1-aminonaphtalène-4-sulfonique donne le rouge Congo.

## Sécurité
Il a été répertorié comme étant l'un des treize composés cancérogènes qui sont couverts par les Normes générales de l'industrie OSHA.